# Le nove stelle
Le nove stelle è un film muto italiano del 1917 diretto da Giulio Antamoro.